# チン☆パラ
チン☆パラは、かつてワタナベエンターテインメントに所属し、活動していた男性ボーカル・アカペラ・グループ。
2002年、メジャーデビュー、2004年4月7日に解散した。

## 来歴
- 2000年4月に埼玉大学アカペラサークル「チョコレッツ」に入団。5月に母体バンド「箸」を結成。後に「チン☆パラ」に改名。息が合わず8月には自然消滅するが12月末日には、メンバーは「チン☆パラ」への思いが捨てきれず再結成。
- 2001年2月16日夜空のむこうでストリートデビュー
- 2001年8月26日、バラエティ番組『力の限りゴーゴゴー!!』（フジテレビ）の「ハモネプ選手権」（アマチュア・コーラス・グループのコンテスト）において、準優勝に輝いた。
- 同年10月7日には表参道FABにて「ぽち」とジョイントライヴを行なった。
- 2002年8月21日、正式メジャーデビュー。
- 2004年4月7日、“Last Song TOUR”全国ツアーを最後に解散した。

解散後、メンバーの4人（菊川・林・中島・木村）が新たにメンバーを迎えアカペラグループSMELLMANとして活動（菊川，木村は後に脱退）。現在に至る。

## メンバー
- ヤシ（林芳典 はやし よしのり）マウスドラムス
- ダイゴ（中島大吾 なかしま だいご）ベース、リード
- キク（菊川陽介 きくがわ ようすけ）リード、コーラス、ラップ
- コータ（橋口耕太 はしぐち こうた）リード、ラップ、コーラス
- 学 （木村学 きむら まなぶ）コーラス、ベース
- シモ （下山亮太 しもやま りょうた）コーラス

## 作品

### シングル
1. La-Punch（2001年11月07日）オリコン6位
  - オリコンではアルバム扱い

  1. Sound Check[1:18]
  2. Do We Rock[2:24]
  3. Get Down Tonight ～ That's The Way (I Like It)[2:48]
  4. I Wanna Be Your Baby Tonite[2:56]
  5. I Don't Want To Miss A Thing ～ミス・ア・シング//アルマゲドン～[3:43]
  6. 夜空ノムコウ (ライブヴァージョン)[4:17]
  7. Sound Check (Reprise)[0:43]
2. LA-PUNCH改（2002年03月27日）オリコン7位
  1. WHITE BREATH[1:54]
  2. LOVE PHANTOM[1:59]
  3. Beauty & Stupid[2:34]
  4. DANCE DANCE DANCE[3:33]
  5. IT'S MY LIFE[2:40]
  6. SOUND BREAK[2:01]

  - オリコンではアルバム扱い
3. Let it go!（2002年08月21日）オリコン6位
  1. Let it go![2:54]
作詞：中島大吾・菊川陽介／作曲：チン☆パラ・安部恭弘／編曲：菊川陽介・安部恭弘
  2. Spiral Days[3:34]
作詞：橋口耕太／作曲：橋口耕太・林芳典・安部恭弘／編曲：菊川陽介・安部恭弘
  3. BLACKJACK[3:24]
作詞：Tom Griffin／編曲：菊川陽介
4. 星に願いを（2002年12月11日）オリコン30位
  1. 星に願いを[3:23]
作詞・作曲：SHUN／編曲：SHUN・SHUYA・安部恭弘
  2. 星に願いを (single version)[4:46]
作詞・作曲：SHUN／編曲：SHUN・SHUYA
  3. 星に願いを (shuya's middle edit.)[5:13]
作詞：SHUN／作曲：SHUN・SHUYA／編曲：SHUYA
  4. 星に願いを (inst.)[4:43]
5. 君にありがとう（2003年05月21日）オリコン28位
  1. 君にありがとう[3:39]
作詞：橋口耕太／作曲：加藤ひさし／編曲：チン☆パラ・安部恭弘
  2. マッチョマン[3:10]
作詞：菊川陽介／作曲：JACQUES MORALI・HENRI BELOLO・PETER WHITEHEAD／作曲：VICTOR EDWARD WILLIS／編曲：チン☆パラ・安部恭弘
  3. 君にありがとう (ミュージック・トラック)[3:20]
6. Days（2003年09月24日）オリコン43位
  1. Days[3:38]
作詞：菊川陽介／作曲：織田哲郎／編曲：清水俊也
  2. the living[3:46]
作詞：橋口耕太／作曲：林芳典／編曲：清水俊也・チン☆パラ
  3. Days (Music Track)[3:38]
  4. the living (Music Track)[3:41]

### アルバム
1. チン派ロック（2002年10月30日(15万枚限定盤)/2002年12月18日(通常盤)）オリコン10位
  - DISC1

  1. Fly up high[2:47]
作詞：木村学・菊川陽介・林芳典／作曲・編曲：安部恭弘
  2. Let it go![2:54]
作詞：中島大吾・菊川陽介／作曲：チン☆パラ・安部恭弘／編曲：菊川陽介・安部恭弘
  3. シブヤ[2:50]
作詞・作曲：菊川陽介／編曲：菊川陽介・安部恭弘
  4. 縞瑪瑙[3:22]
作詞・作曲：木村学／編曲：木村学／編曲：安部恭弘
  5. Sound Break -Album Ver.-[2:33]
作詞：橋口耕・木村学・林芳典／作曲：チン☆パラ・チン☆パラ
  6. Spiral Days -Album Mix Ver.-[3:27]
作詞：橋口耕太／作曲：橋口耕太・林芳典／編曲：菊川陽介・安部恭弘
  7. Seaside Bound[2:11]
作詞：橋本淳／作曲：すぎやまこういち／編曲：安部恭弘・チン☆パラ
  8. Special Mind[2:44]
作詞：下山亮太・橋口耕太／作曲：堂島孝平・橋口耕太・安部恭弘／編曲：下山亮太・安部恭弘
  9. 境界線[3:57]
作詞：中島大吾／作曲：中島大吾／編曲：中島大吾・菊川陽介・安部恭弘
  10. In the end[3:31]
作詞：CHESTER BENNINGTON・ROBERT BOURDON・BRAD DELSON・JOSEPH HANN・MIKE SHINODA／作曲：CHESTER BENNINGTON・ROBERT BOURDON・BRAD DELSON・JOSEPH HANN
  11. 星に願いを[3:23]
作詞：SHUN／作曲：SHUN・SHUYA／編曲：SHUN・SHUYA・安部恭弘
  12. (エンハンスド)Let it go! P.V. Clip

  - DISC2(15万枚限定盤のみ)

  1. Bibbdi-Bobbidi-Boo[2:26]
作詞：Jerry Livingston／作曲：Mack David・Al Hoffman／編曲：チン☆パラ
  2. 揉道[0:51]
作詞・作曲：ヤシ／編曲：チン☆パラ
  3. Oh Oh yeah[0:12]
作詞・作曲：ヤシ／編曲：チン☆パラ
  4. Oh Oh yeah -DJカスMix-[0:40]
作詞・作曲：ヤシ／編曲：チン☆パラ
  5. 墓[1:06]
作詞・作曲：学／編曲：チン☆パラ
  6. シーサー[1:00]
作詞・作曲：梅組／編曲：チン☆パラ
  7. DAIGO503[1:15]
作詞・作曲：ダイゴ／編曲：チン☆パラ
  8. 精通 -Album Ver.-[0:37]
作詞・作曲：ヤシ／編曲：チン☆パラ
  9. となりの和音が不協和音でもうガマンできない[0:42]
作詞・作曲：コータ／編曲：チン☆パラ
  10. 津気家ブギウギ -川口湖Ver.-[0:42]
作詞・作曲：ヤシ／編曲：チン☆パラ
2. Last CHINPARA（2004年04月21日）オリコン67位
  1. Days[3:38]
作詞：菊川陽介／作曲：織田哲郎／編曲：清水俊也
  2. 風の中[3:11]
作詞：橋口耕太／作曲：林芳典／編曲：清水俊也・チン☆パラ
  3. the living[3:41]
作詞：橋口耕太／作曲：林芳典／編曲：清水俊也・チン☆パラ
  4. マッチョマン[3:08]
作詞：菊川陽介／編曲：チン☆パラ・安部恭弘
  5. Last Dance[3:37]
作詞・作曲：AIR／編曲：チン☆パラ
  6. 君にありがとう[3:37]
作詞：橋口耕太／作曲：加藤ひさし／編曲：チン☆パラ・安部恭弘

### DVD
1. アカペラくん（2002年06月26日）オリコン14位

## 出演番組
- 力の限りゴーゴゴー!!（フジテレビ系）
- 木曜Junk チン☆パラの出没!ハモのはし〜僕たちしたいんです〜（TBSラジオ）
- チン☆パラFEVER（NACK5）